# Гідравлічна насадка

Гідравлічна насадка (насадок; рос. насадка; англ. head, probe, nozzle, mouthpiece; нім. Einsatz m, Aufsatz m, Ansatz m, Düse f — коротка напірна (по всій довжині) труба, при гідравлічному розрахунку якої можна нехтувати втратами напору по довжині і необхідно враховувати тільки місцеві втрати напору. Довжина насадки lн повинна бути в межах (3÷4) d ≤ lн ≤ (6÷7) d, де d — діаметр отвору на виході із насадки. Коли довжина насадки менша від (3÷4) d, методика розрахунку параметрів витікання така сама, як і для малого отвору. Коли довжина насадки перевищує (6÷7) d, то її розраховують як короткий трубопровід.